# 放下鉾

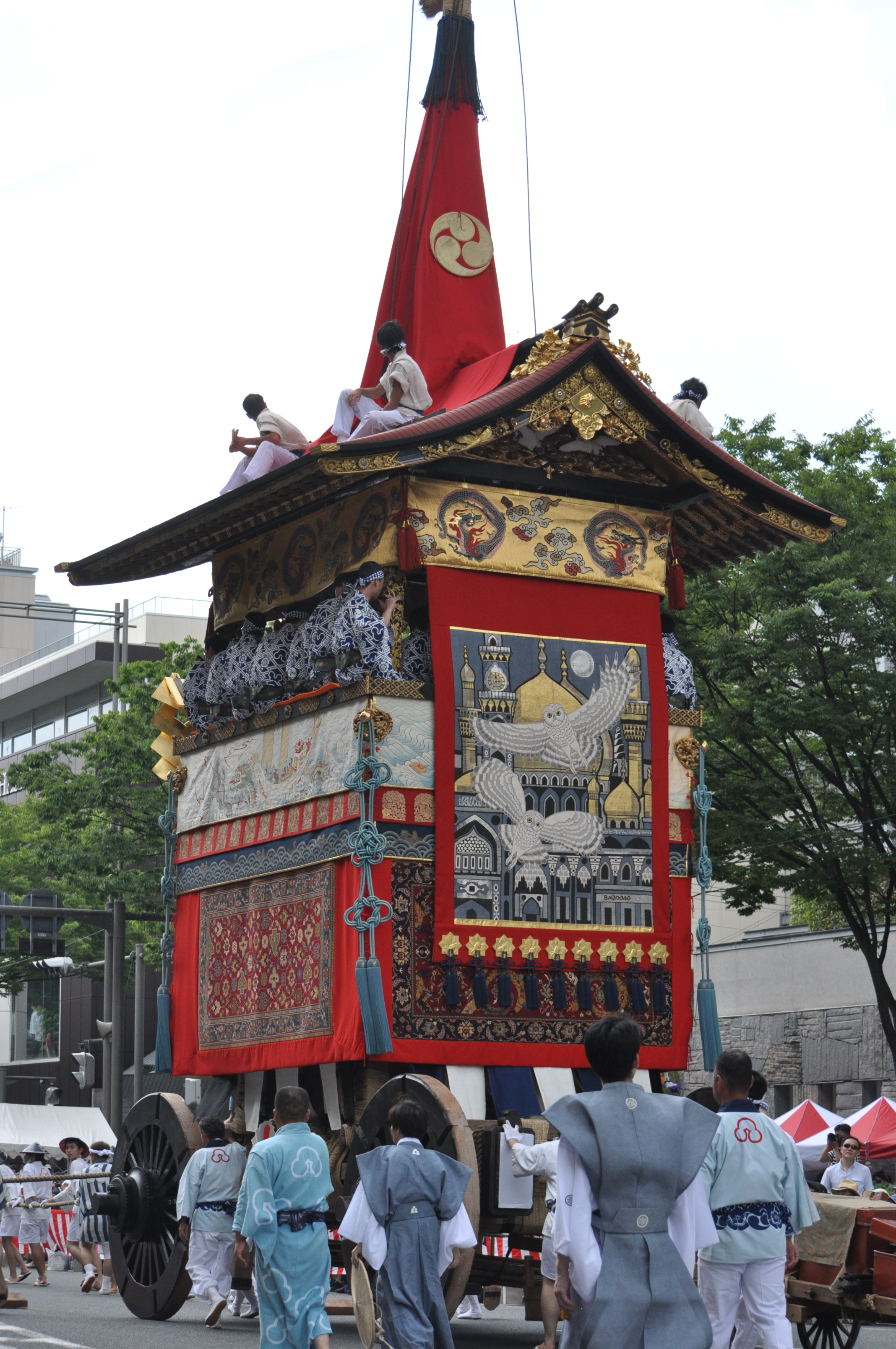
放下鉾

放下鉾（ほうかほこ、ほうかぼこ）は、祇園祭前祭の鉾。中京区新町通四条上ル小結棚町に位置する。

## 概要
放下鉾は真木の中央の天王座に祀る「放下僧」に由来し、鉾先の三光（日、月、星）の形が洲浜（すはま）に似ていることから「洲浜鉾」と呼ばれた。1928年（昭和3年）まで生稚児を乗せ、1929年（昭和4年）以降は稚児人形を乗せて巡行する。